# Thomas Wißmann
Thomas Wißmann (* 1965) ist ein deutscher Schauspieler und Moderator.

## Leben
Thomas Wißmann arbeitete nach seiner Ausbildung zum Schauspieler und Sänger in unterschiedlichen Theaterbereichen: Original-Shakespeare-Produktionen, Kindertheater sowie Produktionen für „Theater Heute“ und für den Pantomimen Milan Sladek. Neben seiner Moderations- und Sprechertätigkeit, seinem Lyrikprojekt Auf Wunsch Liebe und seiner Arbeit für Film und Fernsehen gilt seine Liebe auch dem Musiktheater. Er spielte Gustav in Die Schöne und das Biest, Brad in der Rocky Horror Show und Jupp Schmitz in Carmen am Kölner Kaiserhof. Nach der Eigenproduktion Immer wieder Anders und einer Deutschlandtournee mit der Schlagerkomödie und der Produktion von Babs & die Boogie-Boys ging er für die deutsche Version des Brodway-Dauerbrenners The Fantasticks nach Essen. Er war auf Deutschlandtour mit dem Operettenquintett Kommando Rothenberger und absolvierte mit Aufstieg und Fall der Stadt Mahagonny seine erste Opernarbeit. Wißmann veröffentlichte mit Niemals Raucher sein erstes Buch. Seit 2010 spielt er die Rolle des Dr. Dillamonth im Musical Wicked – Die Hexen von Oz.

## Filmografie
- 1999: TV Kaiser (RTL) als Helmut (Episodenrolle).
- 1999: Gisbert (WDR) als Bärchen (Nebenrolle).
- 1999: Der Clown (RTL) als Polizist (Nebenrolle).
- 2000: Alarm für Cobra 11 (RTL) als Polizist (Episodenrolle).
- 2001: Lava (Kino) als Showmoderator (Nebenrolle).
- 2003: Anwälte der Toten (RTL) als Axel Gerlach (Episodenrolle).